# Distretto di Beawor
Il distretto di Beawor è un distretto della Liberia facente parte della contea di River Cess.